# Michel Dalberto
Michel Dalberto (* 2. Juni 1955 in Paris) ist ein französischer Pianist.

## Leben
Mit 13 Jahren wurde Dalberto in Paris Schüler von Vlado Perlemuter, Jean Hubeau und Raymond Trouard. Mit dem 25. Klavierkonzert (Mozart) gewann er 1978 den schon damals legendären Wettbewerb in Leeds. Als Preisträger von zwei bedeutenden Musikwettbewerben begann er Ende der 1970er Jahre eine internationale Karriere. Früh konzertierte er mit Erich Leinsdorf (1980), Wolfgang Sawallisch, Colin Davis, Frans Brüggen und Charles Dutoit, später auch mit Juri Chatujewitsch Temirkanow, Kurt Masur und Daniele Gatti. Mit Henryk Szeryng spielte er Beethovens 10 Violinsonaten. Zu vier Händen und an zwei Klavieren spielte er mit Nikita Magaloff. Triokonzerte führte er mit Dmitri Sitkowetski und Lynn Harrell oder auch Renaud Capuçon und Gautier Capuçon auf, Duokonzerte mit Boris Dawidowitsch Belkin, Vadim Repin, Nikolaj Znaider, Juri Abramowitsch Baschmet, Gérard Caussé, Truls Mørk, Henri Demarquette und Emmanuel Pahud. Im Quintett spielte er mit dem Quatuor Ébène und dem Modigliani Quartet. Er gastierte beim Lucerne Festival, beim Festival d’Aix-en-Provence, bei den Wiener Festwochen, beim Edinburgh Festival und beim Schleswig-Holstein Musik Festival. Nach zahlreichen Aufnahmen für Denon, die EMI Group und Erato (Warner Music Group) spielte er ab 1997 für Sony BMG ein Rezital mit Werken von Claude Debussy ein. Es folgten das 20. Klavierkonzert (Mozart) und das 22. Klavierkonzert (Mozart) mit dem Ensemble Orchestral de Paris unter John Nelson und Franz Liszts Paraphrasen über Opern von Verdi und Wagner (2004). Seine Gesamteinspielung von Franz Schuberts Klavierwerk (Denon, 1988–1995) ist bis heute die einzige geblieben. Von 1987 bis 2009 saß er in der Jury des Clara-Haskil-Klavierwettbewerbs in Vevey; als Vorsitzender trat er 1991 in die Nachfolge seines Freundes Magaloff. Liedbegleiter war er für Jessye Norman, Barbara Hendricks, Ildikó Raimondi, Nathalie Stutzmann, Stephan Genz (Winterreise) und Edwin Crossley-Mercer. Beim Label Aparté begann er 2015 mit den Aufnahmen zu einer vierteiligen CD-Reihe mit Werken von Claude Debussy, César Franck, Gabriel Fauré und Maurice Ravel; für jeden Komponisten benutzt er den im Klang am besten geeigneten Flügel. Dem Virtuosentum geht er aus dem Weg.
Dalberto ist Professor an der Pianistenakademie in Imola und unterrichtet seit 2011 am Pariser Konservatorium. Er lebt in der Schweiz, ist passionierter Gourmet und liebt das Skifahren, die Formel 1 und das Tauchen.

## Preisträger
- Internationaler Clara-Haskil-Klavierwettbewerb (1975)
- Internationaler Mozartwettbewerb Salzburg (1975)
- The Leeds International Piano Competition (1978)

## Ehrungen
- Ordre national du Mérite, Chevalier
- Echo Klassik (2012)